# Алія Аткінсон
Алія Шейні Аткінсон (англ. Alia Shanee Atkinson; 11 грудня 1988, Сент-Ендрю, Ямайка) — ямайська плавчиня. Спеціалізується у плаванні брасом.
Дворазова чемпіонка та семиразова призерка чемпіонатів світу з плавання, дворазова призерка Ігор Співдружності, дворазова призерка Панамериканських ігор, восьмиразова чемпіонка та призерка Ігор Центральної Америки і Карибського басейну, чотириразова учасниця літніх Олімпійських ігор.
Тричі, у 2014, 2017 та 2018 роках, визнавалась спортсменкою року на Ямайці.

## Виступи на Олімпіадах
| Олімпіада           | Дисципліна          | Місце |
| ------------------- | ------------------- | ----- |
| Афіни 2004          | 50 м вільним стилем | 44    |
| Афіни 2004          | 100 м брасом        | 32    |
| Пекін 2008          | 200 м брасом        | 25    |
| Лондон 2012         | 50 м вільним стилем | 37    |
| Лондон 2012         | 100 м брасом        | 4     |
| Лондон 2012         | 200 м брасом        | 27    |
| Ріо-де-Жанейро 2016 | 100 м брасом        | 8     |